# Sog (powiat)
Sog, Suo (tyb. སོག་རྫོང་, Wylie: sog rdzong, ZWPY: Sog Zong; chiń. upr. 索县; pinyin Suǒ Xiàn) – powiat we wschodniej części Tybetańskiego Regionu Autonomicznego, w prefekturze Nagqu. W 1999 roku powiat liczył 34 639 mieszkańców.